# Dumont (New Jersey)
Dumont – miasto w Stanach Zjednoczonych, w stanie New Jersey, w hrabstwie Bergen. W 2010 roku liczyło 17 479 mieszkańców.